# Josselin
Josselin település Franciaországban, Morbihan megyében. Lakosainak száma 2559 fő (2022. január 1.). Josselin La Croix-Helléan, Guillac, Guégon és Forges de Lanouée községekkel határos.

## Népesség
A település népességének változása:
| Lakosok száma | 2283 | 2548 | 2338 | 2582 | 2471 | 2495 | 2495 | 2482 | 2511 | 2559 |
|               | 1968 | 1982 | 1990 | 2006 | 2013 | 2015 | 2017 | 2019 | 2020 | 2022 |